# A Batalha de São Romano
A Batalha de São Romano é um conjunto de três pinturas do pintor florentino Paolo Uccello retratando acontecimentos que tiveram lugar na batalha de San Romano entre as forças de Florença e de Siena em 1432. 

## História
São pinturas importantes revelando o desenvolvimento da perspectiva linear no início da pintura no Renascimento italiano. São em têmpera de ovo sobre painéis de madeira, cada uma com 3 metros de comprimento. 
De acordo com o National Gallery (Londres), os painéis foram encomendados por um membro da família de Bartolini Salimbeni em Florença entre 1435 e 1460. 
As pinturas foram muito admiradas no século XIV. Lorenzo de Médici, ganancioso, comprou um e forçou a ida dos outros dois para o Palazzo Medici. Presentemente estão divididos entre três colecções, a National Gallery (Londres), a Galleria degli Uffizi e no Museu do Louvre, Paris.

## Descrição
| The left panel | The center panel | The right panel |

As três pinturas (da esquerda para a direita) são:
- Niccolò Mauruzi da Tolentino na Batalha de San Romano (provavelmente cerca de 1438-1440), têmpera de ovo com óleo de noz e óleo de linhaça sobre álamo, 182 × 320 cm, National Gallery (Londres).
- Niccolò Mauruzi da Tolentino defronta Bernardino della Carda[2] na Batalha de San Romano (data incerta, cerca de 1435-1455), têmpera sobre madeira, 182 x 320 cm, Galleria degli Uffizi, Florença.
- O Contra-Ataque de Michelotto da Cotignola na Batalha de San Romano (cerca de 1455), painel de madeira, 182 × 317 cm, Museu do Louvre, Paris.

O painel dos Uffizi provavelmente foi projectado para ser a pintura central do tríptico, e é o único assinado pelo artista. A sequência mais amplamente aceite entre os historiadores de arte é (da esquerda para a direita): Londres, Uffizi, Louvre, embora outros tenham sido propostos. Elas podem representar diferentes momentos do dia, pois a batalha durou oito horas: amanhecer (Londres), meio-dia (Uffizi) e anoitecer (Paris).
Na pintura de Londres, Niccolò da Tolentino, com seu ouro e grandes chapéus estampados de vermelho, é visto levando a cavalaria florentina. Ele tinha uma reputação de ser imprudente (não tem elmo), mas ele enviou dois mensageiros (a partida dos dois mensageiros, representada ao centro, em cima - ver o pormenor na "Galeria" em baixo) para contar aos seus aliados do exército de Attendolo para se apressarem em sua ajuda, visto que estava a combater uma força muito poderosa. Em primeiro plano, lanças quebradas e soldados mortos são cuidadosamente alinhados, de modo a criar uma impressão de perspectiva.
Arturo Pérez-Reverte, no seu livro O Pintor de Batalhas, refere acerca de Intervento de Micheletto da Cotignola, o painel do Louvre, que os estragos do tempo esbateram contornos e imprimiram uma modernidade insólita à cena original, transformando o que inicialmente eram cinco cavaleiros montados de lança em riste numa sequência dotada de um movimento extraordinário como se se tratasse de um só personagem cujo avanço tivesse sido decomposto visualmente, no que se pode considerar uma antecipação assombrosa das distorções temporais de Duchamp e dos Futuristas, ou das cronofotografias de Marey.
Neste quadro de Ucello, prossegue Reverte, no que à primeira vista parece um único cavalo, o grupo era formado por cinco cavaleiros quase sobrepostos, dos quais se conseguiam ver quatro cabeças com três penachos, um deles suspenso no ar. Um único guerreiro parecia empunhar duas das cinco lanças dispostas em leque, de cima para baixo, como se se tratasse da mesma em várias fases do movimento. Tudo isso se fundia numa decomposição muitíssimo bem conseguida, dinâmica, uma espécie de sequência fílmica vista fotograma por fotograma, mas nem uma fotografia moderna, deliberada, feita a abaixa velocidade de obturação e longa exposição de película, obteria o mesmo efeito.
As três pinturas foram concebidas para serem penduradas no alto de três diferentes paredes de uma sala, sendo assim responsável por muitas anomalias na perspectiva quando vistos em fotos ou na altura de uma galeria normal. Muitas áreas das pinturas foram cobertas com ouro e prata. Enquanto que a folha de ouro, como a encontrada nas decorações dos freios, manteve-se brilhante, a folha de prata, encontrada particularmente na armadura dos soldados, ficou oxidada em cinza escura ou mesmo preta. A impressão inicial da prata polida deveria ter sido deslumbrante. Todos os quadros, especialmente o do Museu do Louvre, têm sofrido com o tempo e com a restauração precoce, e muitas áreas que perderam a sua modelação original.
Os painéis foram tema na série da BBC, "A Vida Íntima de uma Obra Prima" (2005).

## Apreciação
O escritor Arturo Pérez-Reverte, na sua obra O Pintor de Batalhas, teceu alguns comentários sobre a obra, em especial sobre o painel que se encontra nos Uffizi, referiu, por exemplo, que um dos personagens do seu livro que se dedicava à pintura devia muito ao clássico que entre muitos e acima de todos o guiava, Paulo Uccello, o pintor dos três quadros de A Batalha de San Romano, que representavam o episódio militar ocorrido a 1 de julho de 1432 em San Romano, um vale perto do rio Arno, entre os exércitos de Florença e Siena. Para Reverte, Uccello fora na pintura, juntamente com Piero della Francesca, o melhor geómetra do seu tempo, com uma inteligência de engenheiro para resolver problemas que ainda hoje impressionam os especialistas.
No quadro da Galeria dos Uffizi, ainda para Reverte, a composição é extraordinária, a perspectiva e os escorços são magníficos. E chamava a atenção para a linha horizontal que culmina no cavaleiro derrubado pela lança, para as outras lanças partidas que no chão, junto dos corpos dos cavalos caídos, se entrecruzavam simulando uma rede, para o pavimento pictórico em perspectiva sobre o qual vai encaixar-se, projectando para o fundo e para o horizonte arborizado, a massa de homens que na cena principal, investiam uns contra os outros. Uma tragédia solucionada com geometria quase absoluta. Assinala ainda os arcos das bestas, o cruzamento de lanças que parecem trespassar o quadro, a chapa circular das armaduras que decompõem os planos, os volumes dispostos segundo capacetes e couraças. Conclui Reverte que não foi por acaso terem os mais revolucionários artistas do século XX terem reivindicado Uccello como seu mestre.

### Galeria
Vários detalhes:

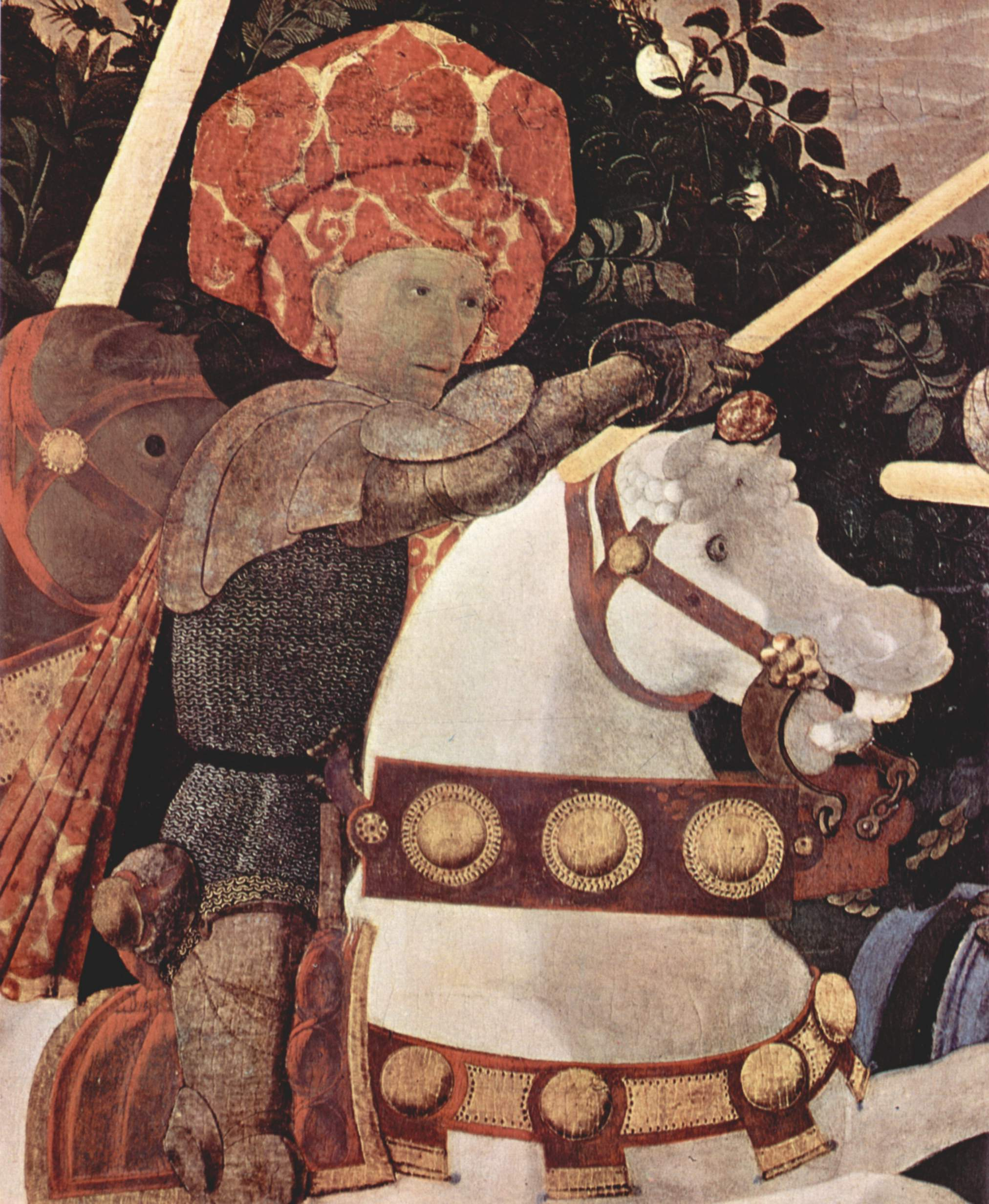
Niccolò Mauruzi da Tolentino (Londres)
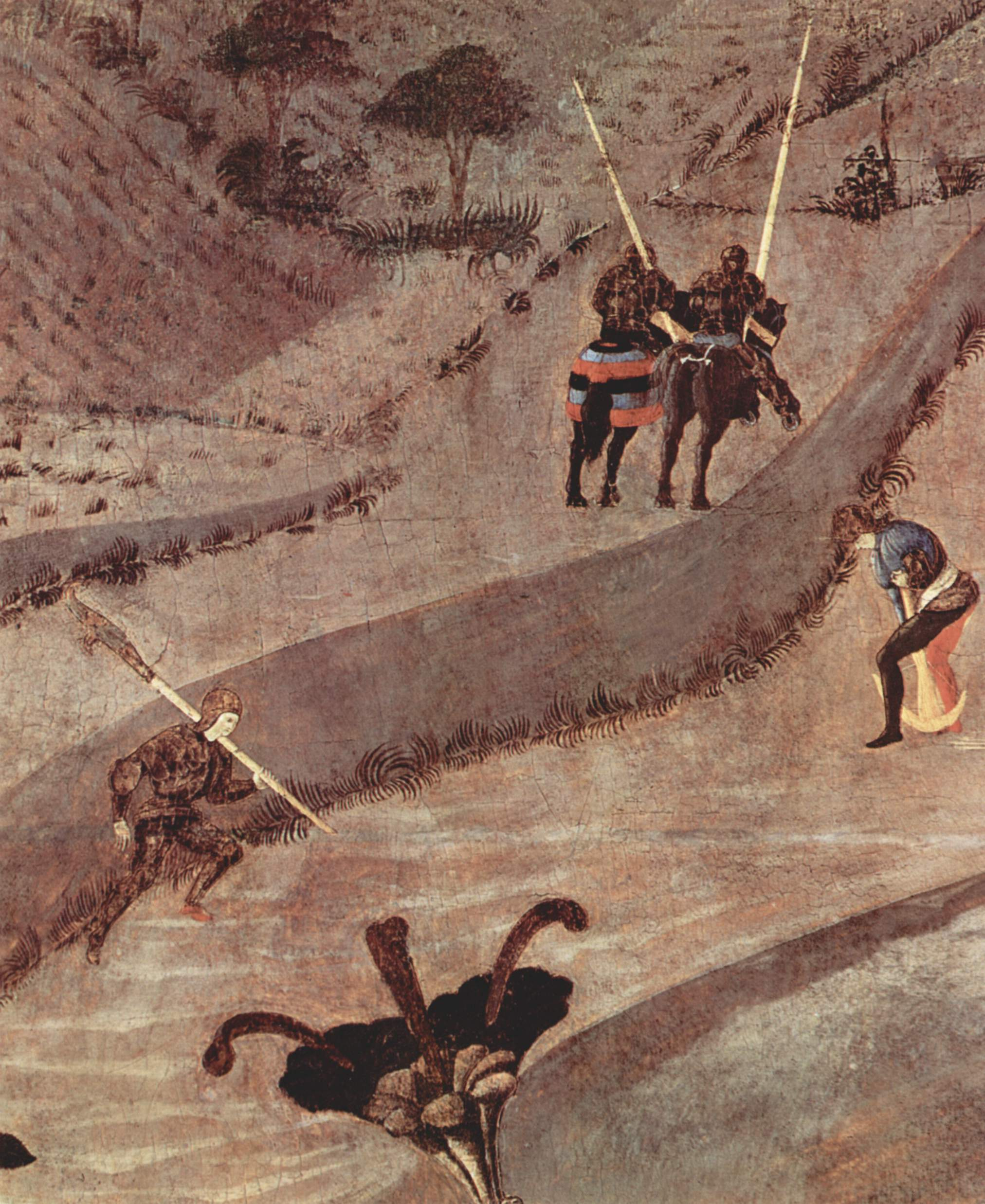
Os dois mensageiros (Londres)
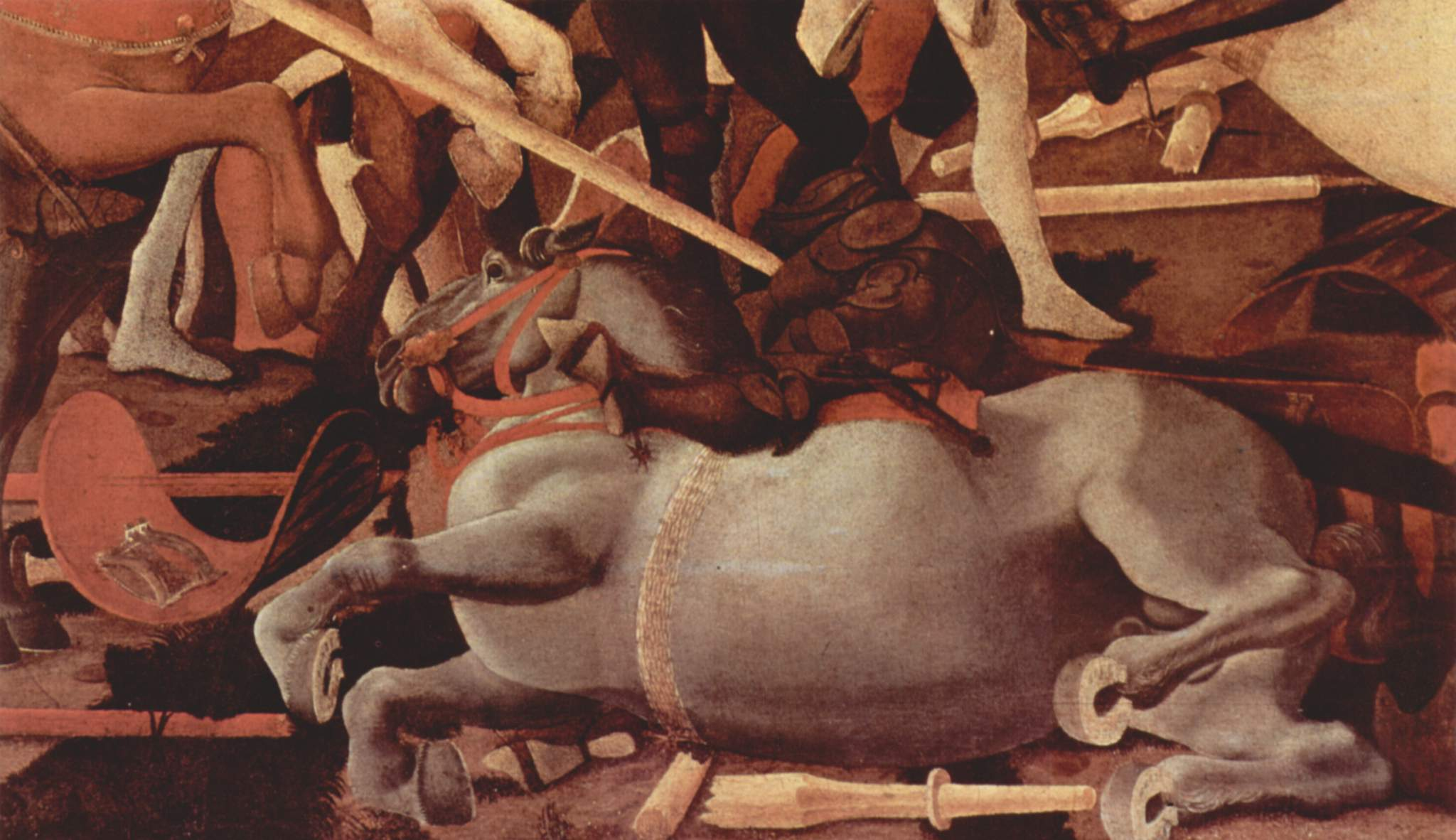
Cavalo morto (Florença)
Michelotto da Cotignola (Paris)

É efectivamente uma curiosa obra de arte, visto ser composta por três partes que juntas traduzem uma só ideia.